# 重地雷処理車

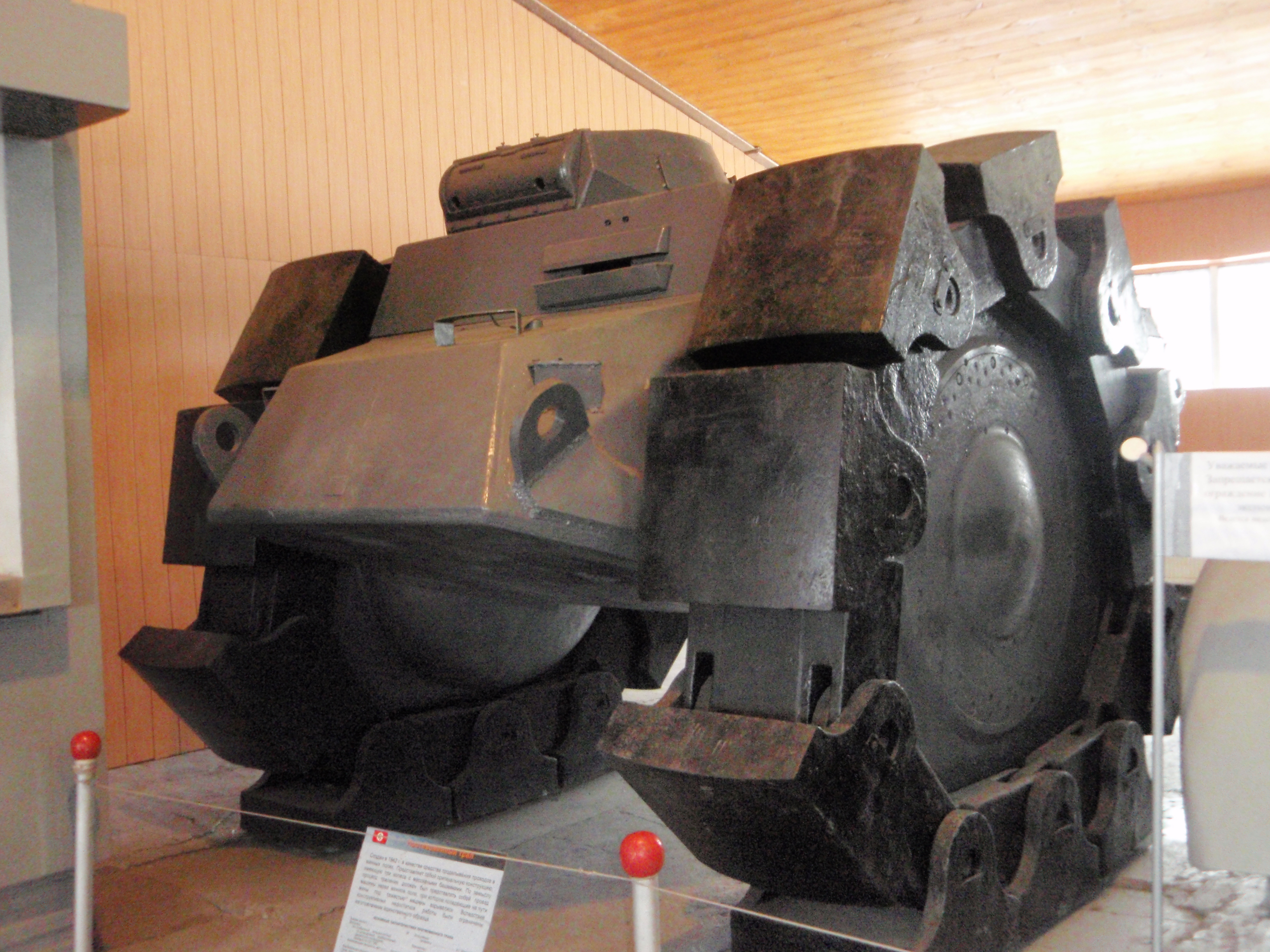
ロシアのクビンカ戦車博物館にて展示される車輌

重地雷処理車（じゅうじらいしょりしゃ）、 Minenräumer（ミーネンロイマー）は、第二次世界大戦中にドイツで試作された地雷処理戦車。アルトマルク履帯工場有限会社（略称アルケット）製のものとクルップ社製のものがあった。

## 開発
1940年9月16日、ドイツ陸軍の要求によりアルケットとクルップの2社に、戦闘中を含む路上および不整地での機械的地雷処理を行える車両の開発が発注され、アルケットでは1942年8月に、クルップでは1942年9月に試作車が完成したといわれている。
アルケット製のものは「Alkett Minenroller（アルケット・ミーネンローラー）」、クルップ社製のものは「Krupp Räumer-S（クルップ・ロイマーS）」と呼ばれる。

## アルケット製重地雷処理車

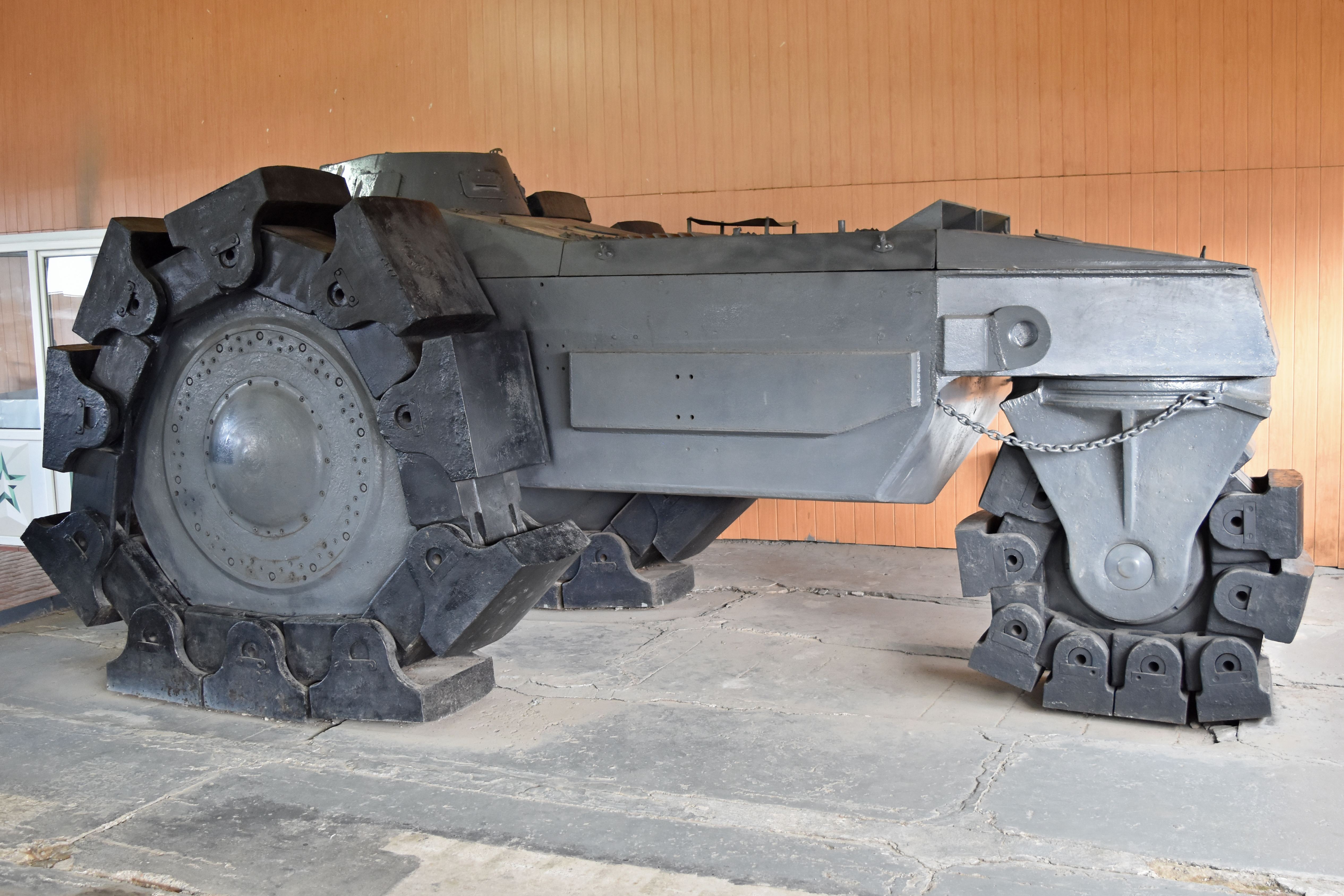
側面。

地雷処理のため、2つの巨大な前輪周辺に可動式の「シュー」と呼ばれる鋼製ブロックが10個ずつ取り付けられ、また1つの小型の後輪も同様の構造をもつ。
全周囲を40mm厚の装甲板で覆うことで耐弾性を確保し、さらに車両の底面にも処理の際の爆発に耐えうるよう装甲が張られていた。
また、自衛用としてI号戦車のものと思われる機銃塔が取り付けられていた。同車は捕獲された1輌がクビンカ戦車博物館に展示されている。

### 性能諸元
- 外形寸法
  - 全長：6.50m
  - 全幅：3.17m
  - 全高：2.80m
- 主砲：7.92mm MG13 機関銃×2
- 装甲：40mm
- 乗員：-
- 重量：55t（38tの説もある）
- 出力：300ps
- 発動機：マイバッハHL120V12
- 速度：15～20km/h

## クルップ社製重地雷処理車
車両は中央分割方式であり、直径2.7mの鋼鉄製車輪で130tの車体を支えた。車体形状はアルケット製のものと全く違い、自衛用の砲塔は装備していない。また、アルケット製と異なり、車輪に可動式シューは無い。地雷の処理面積を増やすため、輪距は前後で異なっていた。

## 登場作品

### ゲーム
『新コンバットチョロQ』
Qシュタイン帝国の幹部であり、「ナルマルガム中将」という名前で登場する。プレイヤーの上司・ビスカイト中将を破壊した張本人であり、ボスとしてプレイヤーに立ちはだかる。
『機動戦車チハたん』
「アルマ」という名前で登場する。敵にダメージを与えるのみならず分身も呼び出す特殊攻撃を持つ。
『トータル・タンク・シミュレーター』
　　アルケット製重地雷処理車がALKETTの名でドイツの地雷スポナーとして登場する。
　その名の通り自走式地雷であるゴリアテ（ゲーム内だとロボット機雷のGOLIATH）を召喚する。自衛火器としてI号戦車の砲塔に酷似した砲塔を持つ。
　また『Italy DLC』で追加のイタリアでも地雷スポナーとして登場。コストは280。